# سدیم متابورات

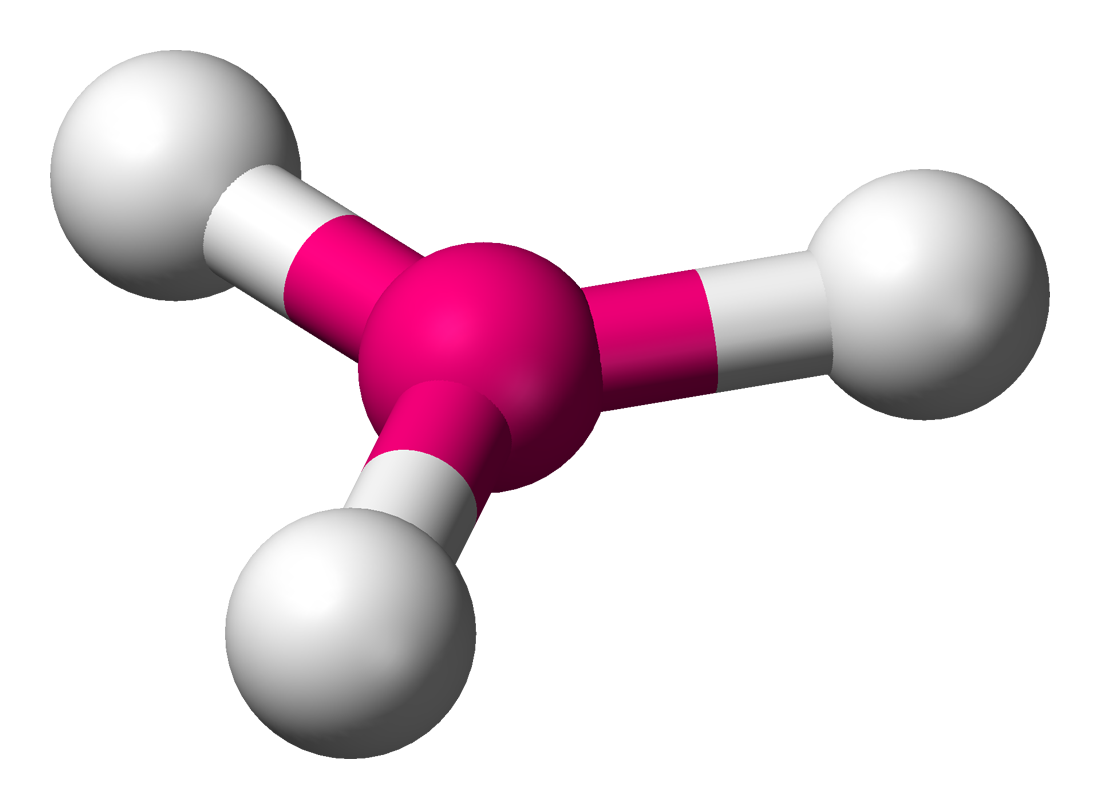
یون مسطح بور

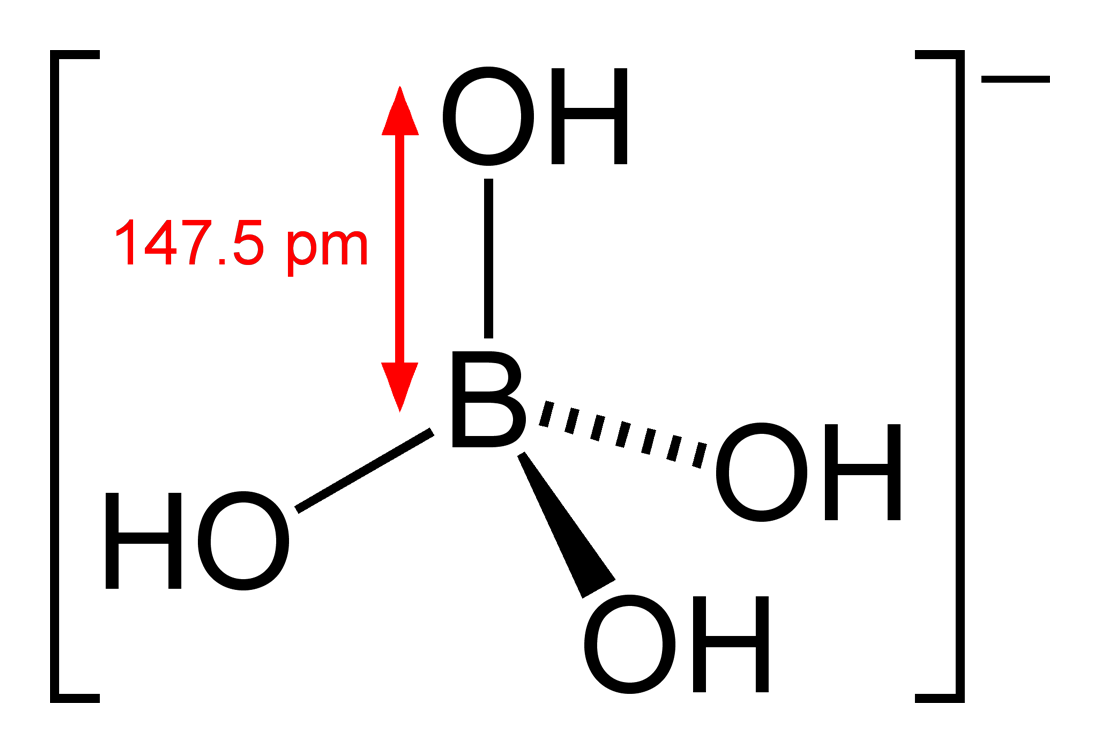
یون بورات با یک وجه اضافی

سدیم متابورات یا بورات ها ترکیبات شیمیایی حاوی اکسید بور سه مثبت هستند. ساده‌ترین یون بورات، BO3 سه منفی است که دارای ساختار مسطح سه جهتی است. یون دیگر بورات، یک همان ساختار مسطح BO3 است با یک دجه اضافه با به اشتراک گذاری اتم اکسیژن است. بور در طبیعت عمدتاً به صورت بورات معدنی سیلیکات بور یافت می‌شود.